# میکی برنز
میکی برنز (انگلیسی: Micky Burns؛ زادهٔ ۲۱ دسامبر ۱۹۴۶) بازیکن فوتبال اهل بریتانیا است.
از باشگاه‌هایی که در آن بازی کرده‌است می‌توان به باشگاه فوتبال اسکلمرسال یونایتد، باشگاه فوتبال نیوکاسل یونایتد، باشگاه فوتبال پرستون نورث اند، باشگاه فوتبال بلکپول، باشگاه فوتبال میدلزبرو، و باشگاه فوتبال کاردیف سیتی اشاره کرد.